# 托馬斯·瑞特
小托馬斯·瑞特·阿金斯（Thomas Rhett Akins, Jr.；1990年3月30日—）是美國的一位鄉村音樂歌手和詞曲作家，他是詞曲作家Rhett Akins的兒子。他迄今已經發行了兩張錄音室專輯。

## 外部連結
- 官方网站